# Flustramorpha flabellaris
Flustramorpha flabellaris is een mosdiertjessoort uit de familie van de Microporellidae. De wetenschappelijke naam van de soort werd, als Eschara flabellaris, voor het eerst geldig gepubliceerd in 1854 door Busk.